# I Love Rock 'n' Roll (singolo Joan Jett & the Blackhearts)
I Love Rock 'n' Roll è un singolo di Joan Jett & the Blackhearts del 1982, cover dell'omonimo brano degli Arrows.

## Composizione e pubblicazione
Joan Jett vide gli Arrows cantare I Love Rock 'n' Roll in uno spettacolo televisivo mentre lei era in tour in Inghilterra con le Runaways. Registrò il pezzo la prima volta nel 1979 con Steve Jones e Paul Cook dei Sex Pistols, ma non ebbe grande successo.
Agli inizi del decennio seguente, Jett registrò nuovamente il brano, questa volta con il suo gruppo, i Blackhearts, e raggiunse dopo poco la posizione numero uno della Billboard Hot 100, rimanendoci per sette settimane, in Canada per otto settimane, in Australia per cinque settimane, in Nuova Zelanda per quattro settimane ed in Svezia per due settimane. Il brano era prodotto da Richie Cordell e Kenny Laguna. L'album omonimo in cui il pezzo fu inserito, ebbe altrettanto successo, raggiungendo anch'esso le vette delle classifiche di vendite.

## Il video
Il videoclip di I Love Rock 'n' Roll girato in bianco e nero venne trasmesso numerose volte sull'allora nascente MTV. Nel video, Joan Jett e il suo gruppo suonavano in un piccolo bar, in cui i clienti completamente ubriachi urlavano il famoso coro della canzone. Il singolo successivo della Jett fu un'altra cover, Crimson and Clover, in precedenza cantata da Tommy James e the Shondells e fu un altro enorme successo.
I Love Rock 'n' Roll è nella lista delle 100 migliori canzoni del ventesimo secolo secondo The National Endowment for the Arts ed è alla posizione 484 nella Lista delle 500 migliori canzoni secondo Rolling Stone in questa versione.

## Classifiche

### Classifiche settimanali
| Classifica (1982)             | Posizione massima |
| ----------------------------- | ----------------- |
| Australia                     | 1                 |
| Austria                       | 4                 |
| Belgio (Fiandre)              | 2                 |
| Canada                        | 1                 |
| Francia                       | 3                 |
| Germania                      | 6                 |
| Irlanda                       | 2                 |
| Nuova Zelanda                 | 1                 |
| Paesi Bassi                   | 1                 |
| Regno Unito                   | 4                 |
| Stati Uniti                   | 1                 |
| Stati Uniti (mainstream rock) | 1                 |
| Sudafrica                     | 1                 |
| Svezia                        | 1                 |
| Svizzera                      | 3                 |

### Classifiche di fine anno
| Classifica (1982) | Posizione |
| ----------------- | --------- |
| Australia         | 7         |
| Belgio (Fiandre)  | 26        |
| Canada            | 1         |
| Germania          | 34        |
| Nuova Zelanda     | 7         |
| Paesi Bassi       | 22        |
| Stati Uniti       | 3         |
| Sudafrica         | 7         |

### Classifiche di fine decennio
| Classifica (1980-89) | Posizione |
| -------------------- | --------- |
| Stati Uniti          | 13        |